# 水神の生贄
『水神の生贄』（すいじんのはなよめ、The Dragon's Bride ）は、藤間麗による日本のファンタジー漫画。『Cheese!』（小学館）2015年4月号から2018年11月号まで連載された。

## あらすじ
優しい両親と平穏な日々を送っていた少女・有紗陽（あさひ）は、突如として庭の池に吸い込まれる。息をしようと水面から顔を出した有紗陽の目に映ったのは見たことのない景色だった。迷子になってしまってのだと思い、森をさまよい歩いていた有紗陽は、近くのムラの少年・翠葉流（すばる）に助けられ、家が見つかるまでその家の娘として扱うと約束をされた。だが、その日の夜、森の湖に連れて行かれた有紗陽は、奇妙な儀式に参加させられ、水神の「花嫁＝生贄」として湖に沈められる。
今までと毛色の違う奇妙な幼い娘を捧げられた水神は、わけの分からない言葉（ロリコンやコスプレなど）を話し、嫁にはならないと言い張る有紗陽から「声」を奪い、幼い有紗陽が妻になるに相応しい年齢になった時に返すと約束する。有紗陽を探し続けていた翠葉流は、水神の気まぐれもあって有紗陽と再会し、妨害を乗り越えて村へと連れ帰る。村人らに見つかった有紗陽は、神の怒りに触れた存在として手を煮え湯の中に入れられる神判を受け、大火傷を負う。痛みに苦しむ有紗陽の元に水神が現れ、有紗陽は思わず水神を叩いてしまうが、水神は予想外の反応を楽しみ、有紗陽の火傷を治してやり、泣くと雨が降る力を与える。悲しみや心細さから涙が止まらず、村は水浸しになり、村人たちは有紗陽を畏れるようになる。翠葉流と心を通わせた有紗陽は、いつか帰れる日が来ることを信じて、この世界で生きていくことを強く決意する。時が経ち、有紗陽は美しい娘へと成長していた。

## 登場人物
有紗陽（あさひ）
声 - 藤村鼓乃美
主人公。祖母讓りの赤毛と灰色の瞳が特徴。弁が立つが、黙っていたら天使のようだと言われる美少女。
水の神
声 - 木村良平
水神。人の心に無関心だったが、有紗陽に対して慈悲の心が芽生え始める。
翠葉流（すばる）
声 - 佐藤恵
ムラで一番大きな家の少年。自分が有紗陽をムラに連れていかなければ、有紗陽は死なずにすんだと後悔に苛まれる。湖の底から、過去に生贄となった人々の白骨を見つけ、自分たちがしてきたことを悟り、有紗陽を生贄にした母を憎む。
ほかの神々
木の神や火の神、金の神など。水神と違って、有紗陽を可愛がる。
紫衣那（しいな）
翠葉流の妹。
月彦（つきひこ）
有紗陽の世話係を任されたムラの青年。人の感情に敏感で、口のきけない有紗陽の気持ちを鋭く察する。

## 書誌情報
- 藤間麗 『水神の生贄』 小学館〈Cheese! フラワーコミックス〉、全11巻
  1. 2015年11月26日発売[2]、ISBN 978-4-09-137727-2
  2. 2015年12月25日発売[3]、ISBN 978-4-09-138046-3
    - 「水神の生贄 番外編 1」（『Cheese!』2015年9月号増刊）収録
    - 「水神の生贄 番外編 2」（『Cheese!』2016年1月号増刊）収録

  3. 2016年4月26日発売[4]、ISBN 978-4-09-138452-2
  4. 2016年9月26日発売[5]、ISBN 978-4-09-138579-6
  5. 2017年1月26日発売[6]、ISBN 978-4-09-139130-8
  6. 2017年5月26日発売[7]、ISBN 978-4-09-139179-7
  7. 2017年9月26日発売[8]、ISBN 978-4-09-139499-6
  8. 2018年1月26日発売[9]、ISBN 978-4-09-139873-4
  9. 2018年5月25日発売[10]、ISBN 978-4-09-870077-6
  10. 2018年9月26日発売[11]、ISBN 978-4-09-870157-5
  11. 2019年1月25日発売[12]、ISBN 978-4-09-870256-5